# Parafia Świętej Trójcy w Jasionówce
Parafia pw. Świętej Trójcy w Jasionówce – rzymskokatolicka parafia należąca do dekanatu Korycin, archidiecezji białostockiej, metropolii białostockiej. 
Parafia została utworzona w 1533 roku. Na jej terenie znajduje się cmentarz, położony 1 km od kościoła, założony w 1810. Został poświęcony przez abpa Edwarda Ozorowskiego w 2009.

## Zasięg parafii
Do parafii należą wierni z następujących miejscowości: Jasionówka, Chobotki, Jasionóweczka, Kamionka, Kąty, Koziniec, Krzywa, Krasne Folwarczne, Krasne Małe, Krasne Stare, Kujbiedy, Marylant, Łękobudy, Milewskie, Pawelce, Słomianka.
Liczba katolików: ok. 1800

## Proboszczowie
- ks. Bolesław Leszczyński (1907–1910)
- ks. Piotr Pruński (1910–1911)
- ks. Zygmunt Czarkowski (1911–1914)
- ks. Maksymilian Sarosiek (1915–1930)
- ks. Mieczysław Małynicz-Malicki (1930–1934)
- ks. Cyprian Łozowski (1935–1966)
- ks. Władysław Laszuk (1966–1993)
- ks. Julian Siemieniako (1993–2022)
- ks. Romuald Kułak (2022–2023)
- ks. Wojciech Dąbrowski (od 2 lipca 2023)

Źródło: 

## Obiekty sakralne
Kościół parafialny
Kościół parafialny pw. Świętej Trójcy w Jasionówce – wybudowany w połowie XVII wieku, rozbudowany pod koniec XVIII wieku i w latach 1909–1911.
Kościoły filialne i kaplice
- Kaplica domowa na terenie plebanii w Jasionówce
- Kaplica katechetyczną/Dom Katechetyczny w Kamionce
- Kaplica na cmentarzu parafialnym w Jasionówce